# Abchazien

Karta över Abchazien.

Abchazien, är en region i västra Kaukasien som de facto är ett självstyrande territorium understött av Rysslands militär, men som de jure, enligt de flesta länder i FN, är en del av Georgien sedan detta blev självständigt från Sovjetunionen 1991.
Abchazien ligger vid Svarta havets östra kust, söder om bergskedjan Stora Kaukasus. Det gränsar till Krasnodar kraj och Karatjajen-Tjerkessien i Ryssland i norr och nordväst, och provinsen Megrelien-Övre Svanetien i Georgien i syd och sydost. Abchaziens territorium täcker 8 660 km2 och har en befolkning på cirka 340 000 invånare. Dess huvudstad är Suchumi.
Abchaziens politiska status är omstridd, och dess erkännande är begränsat. Ryssland erkände republiken den 26 augusti 2008, och därefter Nicaragua, Venezuela och Nauru. De andra FN-länderna betraktar Abchazien som en del av Georgien, inom vilket det har status som autonom republik under namnet Autonoma republiken Abchazien. Som resultat av kriget i Georgien 2008 saknar dock den georgiska regeringen auktoritet över regionen (fram till dess kontrollerades distriktet Övre Abchazien, cirka 17 procent av regionens yta, av den georgiska delrepubliksregeringen med säte i Tjchalta), och utbrytarrepubliken är därför de facto oavhängig Georgien och säkerhetsmässigt beroende av Ryssland.
Abchazien förklarade sig självständigt från Georgien 1992, vilket ledde till krig mellan parterna. Abchazerna lyckades trots sitt stora numerära underläge betvinga de georgiska styrkorna, något som kan förklaras av att rebellerna tros ha åtnjutit ryskt understöd. Vapenvila slöts i december 1993, men konflikten har ännu inte fått någon beständig lösning. Kriget medförde en massutvandring av georgier från området i vad som av Georgien kallats en etnisk rensning. Enligt folkräkningen 1989 fanns det 525 061 invånare i Abchazien, varav 45 procent var georgier och 17 procent abchazer, vilket kan jämföras med de cirka 162 400 invånarna, varav 45 procent abchazer, år 2004.

## Politisk status
Abchaziens regering, som de facto kontrollerar territoriet, har utropat landet som en suverän stat med namnet Republiken Abchazien,, och är erkänd som sådan av Ryssland, Venezuela, Nicaragua och Nauru. 
Internationella organisationer såsom FN, EG, OSSE, NATO, WTO, EU och OSS samt de flesta suveräna stater erkänner Abchazien som en del av Georgien. FN uppmanar båda sidor att lösa konflikten med diplomatiska medel och ratificera Abchaziens slutliga status i den georgiska konstitutionen. Internationella organisationer kräver av Abchazien att de omkring 250 000 georgiska flyktingarna ska tillåtas återvända och att internationell polis ska övervaka säkerheten hos alla etniska grupper i Abchazien.
År 2005 erbjöd den georgiska regeringen Abchazien en hög grad av autonomi och öppnade för en möjlig federal lösning inom Georgiens gränser, något som dock avvisades från abchaziskt håll. Georgien anklagar de abchaziska separatisterna för att ha genomfört en överlagd etnisk rensning, en benämning som fått stöd av OSSE och många regeringar i västvärlden. FN:s säkerhetsråd har dock undvikit termen "etnisk rensning" och talar i stället om "oacceptabla demografiska förändringar som ett resultat av konflikten".
Den 18 oktober 2006 antog det abchaziska parlamentet en resolution som uppmanade Ryssland, internationella organisationer och det internationella samfundet i övrigt att erkänna Abchaziens självständighet på basis av att landet innehade alla egenskaper hos en självständig stat. Den ryska duman manade då den ryska regeringen att ta de abchaziska kraven i beaktande och ryska medier har uttryckt stöd för den abchaziska regeringen.
Under den väpnade georgisk-abchaziska konflikten bidrog ryska myndigheter och rysk militär med logistiskt och militärt understöd till separatisterna. Ryssland har ett fortsatt starkt politiskt och militärt inflytande över den abchaziska regeringen. Ryssland har även utfärdat pass till abchaziska medborgare sedan år 2000 (eftersom abchaziska pass inte kan användas för internationella resor) och senare även betalat pensioner och andra ekonomiska förmåner. Mer än 80 procent av den abchaziska befolkningen fick ryskt medborgarskap år 2006, men betalar inte rysk skatt, kan inte rösta i presidentvalet och kan inte tjänstgöra i den ryska armén.
Eftersom den serbiska provinsen Kosovo erhållit visst internationellt erkännande för sin självständighetsförklaring, vilken utfärdades den 17 februari 2008, hävdar Ryssland att ett nytt folkrättsligt prejudikat skapats, enligt vilket även andra europeiska utbrytarstater, exempelvis Abchazien och Sydossetien, kunde hävda sin rätt till nationell självständighet. Den 16 april 2008 lät den ryske presidenten Vladimir Putin öppna officiella kontakter mellan ryska myndigheter och motsvarande institutioner i Sydossetien och Abchazien, något som fördömdes av den georgiska regeringen. 
I samband med kriget mellan Ryssland och Georgien i augusti 2008 framförde Abchaziens regering den 20 augusti återigen sin begäran, vilket fick gensvar den 26 augusti då Ryssland officiellt erkände Abchazien som suverän stat.
Uttalanden om Abchaziens självständighet:
- Ryssland har erkänt[22]
- Nicaragua har erkänt[23]
- Venezuela har erkänt[24]
- Nauru har erkänt[25]
- Bolivia kan tänka sig att erkänna Abchazien[26]
- Iran kan tänka sig att erkänna Abchazien[26]
- Kina har uttryckt sin förståelse för Rysslands agerande i frågan[27]
- Kuba har ännu ej erkänt men stöder Ryssland i frågan[28]
- Tadzjikistan har ännu ej erkänt men stöder Ryssland i frågan[29]
- Belarus står i begrepp att erkänna Abchazien[30]

Övriga länder har ej erkänt Abchaziens självständighet. Abchaziens parlament har röstat för Rysslands självständighetsförklaring.

## Geografi

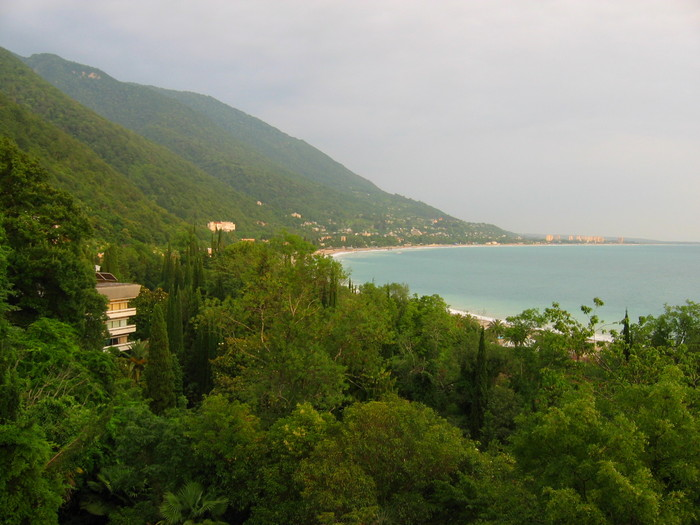
Den abchaziska kusten

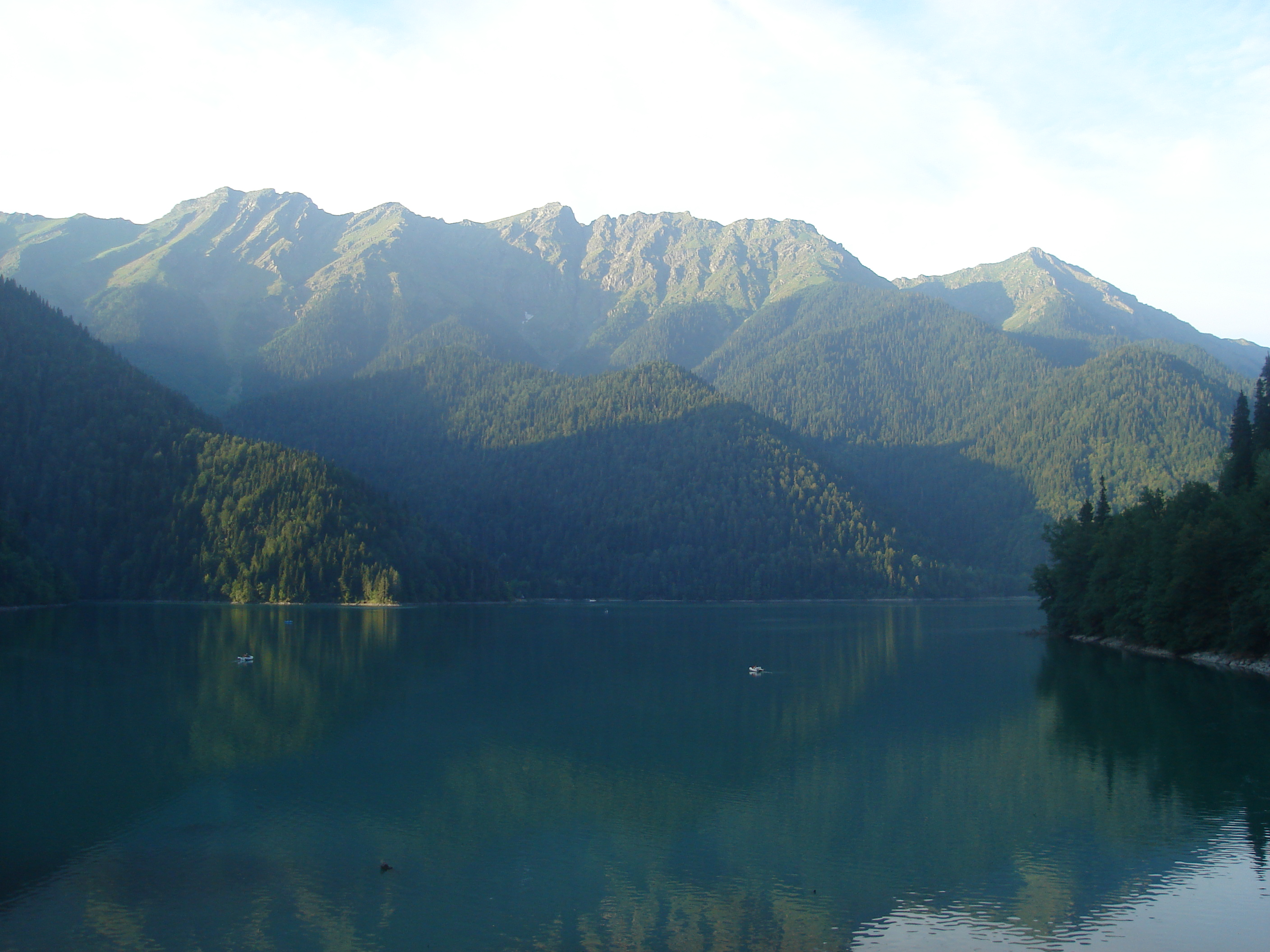
Ritsasjön

Abchazien utgör ett område på omkring 8 665 kvadratkilometer i Kaukasien. I norr och nordöst avgränsas Abchazien av Stora Kaukasus, som skiljer det från regionen Tjerkessien, numera Krasnodar kraj och Karatjajen-Tjerkessien i Ryssland. I nordväst skiljs Abchazien från den ryska Svartahavskusten av floden Psou. I öst gränsar det, vid floden Enguri, till Svanetien och i sydöst till Megrelien, administrativt den georgiska regionen Megrelien-Övre Svanetien (Samegrelo-Zemo Svaneti). I syd och sydväst avgränsas det av Svarta havet.
Landskapet är mycket bergigt (nära 75 procent klassas som bergsland), särskilt i öster, nära Svanetien, och bosättningar begränsas till kusten och dalarna. Från Stora Kaukasus i norr löper flera mindre bergskedjor, däribland Gagra, Bzipi och Kodori, tvärs genom Abchazien och delar upp området i ett antal djupa dalgångar med små men viktiga vattendrag. De högsta topparna i Abchazien, varav flera överstiger 4000 meter över havet, ligger i nordöst och öst (längs gränsen mot Svanetien); den högsta är Dombaj-Ulgen på 4046 meter över havet. 
Kusten, som har en längd på mer än 210 kilometer, är i stort jämn, och består till stora delar av grusstränder. Området innanför kusten utgörs av ett smalt lågland.
De små floder som rinner upp i bergen och ut i Svarta havet gör Abchazien välbevattnat. De främsta av dessa floder är Kodori, Bzipi, Ghalidzga, Kelasuri och Gumista. Psoufloden utgör gränsen mot Ryssland i väster, och Engurifloden utgör gränsen mot Georgien i öster. Floderna är rika på vatten, som de får från nederbörden i bergen, vilket gör att vårfloder förekommer. Bland bergen finns flera periglaciala sjöar och kratersjöar; de viktigaste av dessa är Ritsa och Amtkjal.
Till följd av karstbildningar finns många grottor i regionen. Världens djupaste kända grotta, Verjovkinagrottan, ligger i Arabikamassivet i Gagrabergen i västra Abchazien. Den har en höjdskillnad på 2 212 meter.
Jordmånen är i låglandet och bergsutlöparna främst en subtropisk våtmarkspodsol. I bergen till 1700 meters höjd dominerar brun skogsjord, medan det i de högre bergsängarna finns torv.
Fastän den komplexa topografiska miljön förhindrat mänsklig påverkan i större delen av området finns jordbruk i de bördiga dalarna. I kustregionen odlas te, vin, frukt och silke. Bland bergsutlöparna odlas tobak. Även tungträd, eukalyptus, bambu, vete och majs odlas. Bosättningar finns främst längs kusten och i dalgångarna. Större städer är Suchumi, Gagra, Bitjvinta, Tqvartjeli, Gudauta, Gali, Otjamtjire och Gulripsji. Abchazien uppdelas i sju historiska regioner: Sadzen, Bzyb, Guma, Abzjua, Samurzaqano, Dal-Tsabal och Pschuj-Aibga.

### Natur
Landskapet varierar från skogar (däribland endemiska tallskogar nära Bitjvinta) och citrusplantager vid kusten till ständigt snötäcke och glaciärer i norr. Omkring 70 procent av området är täckt av skog, främst ek, bok, al och valnöt. Abchazien är känt för det höga antalet endemiska arter, som antingen återfinns enbart i Kaukasien, enbart i Georgien eller enbart i Abchazien. 
Kustvegetationen består till stor del av odlingar, främst frukt och sädesslag. Tidigare var även denna del täckt av skog, men denna har under senare tid huggits ned. Sydöstra Abchazien, som är en del av Kolchida (Kolchislåglandet), täcks av kolchisk lövskog, med träd såsom al, avenbok, ek och orientalisk bok, eller av citrus- och teplantager. I dalgångarna finns främst lövskog, med arter såsom avenbok, ek, kastanj och al. Bergsutlöparna, med en höjd på upp till 600 meter över havet, täcks av lövskog (med inslag av barrskog), med trädarter som ek, avenbok, bok och buxbom. Skogen som täcker höjder på mellan 600 och 1800 meter över havet är blandskog, där de vanligaste arterna är bok, orientalisk gran (kaukasisk gran) och nordmannsgran. Blandskogsregionen hyser några av de högsta träden i Europa; några exemplar av nordmannsgran (särskilt runt sjön Ritsa) har uppgått till över 70 meter. Zonen mellan 1800 och 2900 meter över havet utgörs av antingen subalpina skogar eller alpina ängar. Över 2900 meter råder övervägande ständig snö och glaciärer.

### Fauna
I skogslandet återfinns björn, vildsvin, lodjur, kronhjort, rådjur och bergsget. I de högre regionerna finns stenget och kaukasisk orre. På låglandet finns schakaler. I floderna och sjöarna finns bland annat öring, lax, karp och gös. Abchazien har tre naturreservat: i Gumista, Bitjvinta och Ritsa.

### Klimat

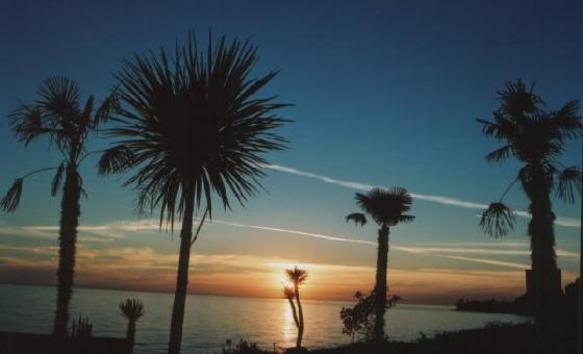
En strand i Abchazien.

På grund av Abchaziens närhet till Svarta havet och det skydd från de kalla nordanvindarna som Stora Kaukasus utgör är regionens klimat mycket milt för breddgraden. Kusten kom under sovjettiden att kallas den "georgiska rivieran" och var ett populärt turistmål med flera kurorter. Klimatet gynnar även jordbruket, som omfattar odling av te, tobak, frukt och vindruvor.
Kustregionerna har ett subtropiskt klimat, där den genomsnittliga årstemperaturen på de flesta ställen är runt 15 grader Celsius. I genomsnitt ligger vintertemperaturen (i januari) på mellan 4 och 6 grader Celsius och sommartemperaturen (i juli) på mellan 22 och 23 grader Celsius. Det är sällan sträng frost i kustregionen. På över 1000 meters höjd råder ett maritimt bergsklimat, med relativt kalla vintrar och långa, varma somrar. Över 2000 meter blir vintrarna snabbt kallare och somrarna kortare. De högst belägna områdena har ett kallt och sommarlöst alpint klimat.
Abchazien får stora mängder nederbörd, men dess unika mikroklimat längs större delen av kusten (med den drastiska övergången från subtropiskt till bergsklimat), gör att fuktigheten håller sig på en låg nivå. Den årliga nederbördsmängden varierar mellan 1 100 och 1 500 millimeter vid kusten, mellan 1 000 och 1 800 bland bergsutlöparna, de lägre bergskedjorna och dalgångarna till mellan 1 700 och 3 500 i de högre bergsregionerna. Vissa av de inre dalgångarna som skyddas från Svarta havets fukt får allra minst nederbörd. Kustregionen upplever sällan betydande snöfall, men Abchaziens berg får rikligt med snö. Snöskred utgör stundom ett hot mot befolkade områden i nordöst. Snödjupet överstiger ibland fem meter i vissa av de höga bergsområdena som vetter mot Svarta havet.

## Historia

### Tidig historia
Under 800- till 500-talet f.Kr. var det som nu är Abchazien del av det antika georgiska riket Kolchis. Under antiken grundlade grekiska handelsmän hamnar vid Svartahavskusten, varav en, Dioskurias, sedermera utvecklades till dagens Suchumi. Romarriket erövrade Kolchis från Mithridates VI Eupator av Pontos under det första århundradet e.Kr. och besatte det till 300-talet, varefter det fick ett visst mått av självständighet, om än inom Bysantinska rikets intressesfär. 
En metropolit av Pitius (Bitjvinta) deltog i kyrkomötet i Nicaea år 325, men Abchazien kristnades inte i sin helhet förrän på 500-talet, av kejsar Justinianus I. Abchazien blev ett autonomt furstendöme inom Bysans på 600-talet, vilket det förblev till 780-talet, då Kungadömet Abchazien bildades. År 1001 förenade kung Bagrat III Abchazien och Georgien i ett enat georgiskt kungarike. På 1570-talet erövrades området av Osmanska riket, under vars styre många abchazer konverterade till islam. Osmanerna upprättade ett autonomt furstendöme i Abchazien under Sjervasjidze-dynastin.

### Under Ryssland och Sovjetunionen
Efter att Tsarryssland under 1700-talet besegrat osmanerna ökade det ryska inflytandet över området. Småskaliga men ständiga konflikter utbröt mellan de kaukasiska folken och ryska bosättare. Detta ledde slutligen till det kaukasiska kriget, i vilket Ryssland erövrade norra och västra Kaukasus. Flertalet georgiska furstendömen annekterades mellan 1801 och 1864. Abchazien blev ryskt protektorat 1810, och förvärvades sedan successivt mellan 1829 och 1842. Den ryska dominansen stadfästes dock inte förrän 1864, då det lokala furstendömet under Sjervasjidze-dynastin avskaffades. Ett stort antal muslimska abchazer, vilka sägs ha uppgått till så mycket som 60 procent av den abchaziska befolkningen, emigrerade till Osmanska riket mellan 1864 och 1878 tillsammans med andra muslimer från Kaukasus. 
Nutida abchaziska historiker hävdar att stora områden lämnades obefolkade och att kristna georgier, armenier och ryssar flyttade in i området först senare. Denna historiebeskrivning bestrids av georgiska historiker som hävdar att georgiska stammar, megrelerna och svanerna, bebott området kontinuerligt sedan Kolchisrikets rid. Enligt de georgiska historikerna är abchazerna ättlingar till de nordkaukasiska stammarna (såsom adygéerna), vilka migrerade till Abchazien från norr om Stora Kaukasus för att sedan blanda sig med den georgiska befolkningen.

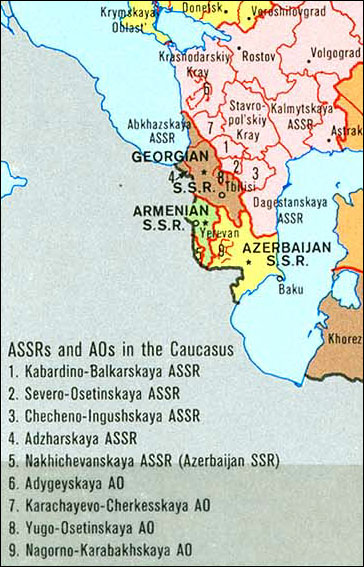
Interna politiska gränser i sovjetiska Kaukasien som de såg ut 1989.

Ryska revolutionen 1917 ledde till bildandet av ett självständigt Georgien 1918, i vilket Abchazien var del. Georgiens mensjevikiska regering hade problem med området under större delen av sin existens, trots att en begränsad autonomi gavs regionen 1919. Den ryska röda armén invaderade Georgien 1921 och ändade dess kortvariga självständighet genom att införliva det i Sovjetunionen. Abchazien benämndes tvetydigt "unionsrepublik" associerad med Georgiska SSR. Området blev 1931 en autonom republik, Abchaziska ASSR, inom Georgiska SSR. Trots den nominella autonomin var republiken föremål för ett starkt centralstyre från sovjetiska myndigheters håll samt utrensingar inom det lokala kommunistpartiet. Georgiska blev officiellt språk och abchaziska skolor stängdes. Lavrentij Berija främjade inflyttning av arbetskraft till Abchazien, vilket ledde till att många georgier och ryssar bosatte sig där. Under 1950- och 1960-talen immigrerade även armenier, vilka nu utgör den näst största minoritetsgruppen.
Centralstyret avtog efter 1953, då Stalin dog och Berija avrättades, och abchazerna gavs en större roll i republikens styre. Som med andra mindre autonoma republiker uppmuntrade sovjetregimen kulturell utveckling, framför allt inom litteraturen. Etnisk kvotering infördes för vissa poster inom byråkratin, vilket resulterade i en maktfördelning som gav abchazerna en politisk makt oproportionerlig till deras antal, vilket har ansetts vara en form av söndra och härska-strategi då man genom att ge den lokala makteliten del i det politiska styret fick deras stöd för den sovjetiska regimen, något som Abchaziens georgier uppfattade som diskriminering, vilket ledde till etniska motsättningar.

### Kriget i Abchazien
När Sovjetunionen började sönderfalla i slutet av 1980-talet växte de etniska motsättningarna mellan abchazer och georgier över Georgiens steg mot självständighet. Många abchazer var emot denna, då de fruktade att ett självständigt Georgien skulle leda till att deras autonomi upphörde, och förordade upprättandet av Abchazien som en egen sovjetrepublik. Den 16 juli 1989 utbröt våldsamheter i Suchumi, i vilka 16 georgier sägs ha dödats och 137 skadats innan sovjetiska trupper efter flera dagar kunde återställa ordningen i staden. Händelserna skylldes på rivaliserande nationalistiska paramilitära grupper som provocerade fram en konfrontation.
Georgien bojkottade den folkomröstning om Sovjetunionens fortlevnad som Michail Gorbatjov lät hålla den 17 mars 1991. Så gott som samtliga icke-georgier i Abchazien, 52,3 procent av befolkningen, deltog dock i omröstningen och röstade till 98,6 procent för unionens bevarande. Större delen av den icke-georgiska befolkningen avstod i sin tur från att rösta i folkomröstningen om georgisk självständighet den 31 mars. Denna fick stöd av en stor majoritet i Georgien, varpå landet förklarade sin självständighet den 9 april 1991.
Den förste georgiske presidenten, Zviad Gamsachurdia, blev dock snart impopulär, och i december lät Tengiz Kitovani det georgiska nationalgardet belägra regeringsbyggnaderna. Gamsachurdia avgick i januari 1992 och ersattes av Eduard Sjevardnadze, den tidigare sovjetiske utrikesministern. Sjevardnadze var inte själv utpräglat nationalistisk, men omgav sig av georgisknationalistiska krafter i regeringen. Den 21 februari 1992 tillkännagav Georgiens styrande militärråd att man upphävt den sovjetiska konstitutionen och återinfört konstitutionen från 1921, vilket många abchazer tog som ett avskaffande av deras autonomi. Som svar förklarade den abchaziska regeringen den 23 juli samma år Abchaziens självständighet från Georgien, något som inte erkänts, varken av Georgien eller av tredje part.
Georgiens regering anklagade anhängare till den avsatte Gamsachurdia för att ha kidnappat landets inrikesminister och hålla honom fången i Abchazien, och avsatte 3 000 soldater till regionen för att återställa ordningen. De abchaziska myndigheterna tillbakavisade regeringens påstående som en förevändning för en invasion. Häftiga strider mellan georgiska trupper och abchazisk milis utbröt i och runt Suchumi. Efter runt en veckas stridigheter och svåra förluster på båda sidor lyckades de georgiska styrkorna ta kontrollen över större delen av Abchazien och upplöste det regionala parlamentet.
Abchazernas militära nederlag fick ett fientligt gensvar hos Kaukasiska folkens konfederation, en paraplyorganisation innefattande ett antal proryska paramilitära rörelser i norra Kaukasien (däribland grupper av tjetjener, kosacker, osseter, med flera). Hundratals frivilliga från ryska Kaukasien (inklusive den då föga kände Sjamil Basajev) förenade sig med de abchaziska separatisterna för att bekämpa de georgiska regeringstrupperna. Även reguljära ryska trupper ska enligt uppgift ha deltagit på separatisternas sida. I september bröts eldupphöret och en offensiv inleddes mot staden Gagra, vilket drev de georgiska styrkorna ut ur stora delar av Abchazien. Sjevardnadzes regering anklagade Ryssland för att ge dolt militärt stöd till rebellerna. I slutet av 1992 kontrollerade separatisterna mycket av området nordväst om Suchumi.
Dödläge rådde fram till juli 1993, då den separatistiska milisen genomförde ett misslyckat anfall mot Suchumi. Staden omringades och utsattes för svår beskjutning, och Sjevardnadze själv blev instängd i staden. En vapenvila utropades i slutet av juli, men denna föll samman efter nya abchaziska anfall i mitten av september. Efter tio dagars hårda strider föll Suchumi den 27 september det året. Eduard Sjevardnadze undkom med nöd och näppe med livet i behåll; han hade svurit att stanna i staden vad som än hände, men blev till slut tvungen att fly när krypskyttar sattes in mot hotellet där han bodde. Separatistmilisen och dess bundsförvanter begick flertalet övergrepp mot den kvarvarande georgiska lokalbefolkningen i vad som kallats Suchumimassakern. Händelserna pågick i två veckor och innebar tusentals döda och försvunna.
De abchaziska styrkorna tog snart kontrollen över större delen av Abchazien medan den georgiska regeringen stod inför ett annat problem i den angränsande regionen Megrelien där anhängare till den avsatte Gamsachurdia gjorde uppror. Georgien kom att behålla kontrollen över ungefär 17 procent av Abchaziens totala yta, motsvarande det nutida distriktet Övre Abchazien.

### Efter kriget

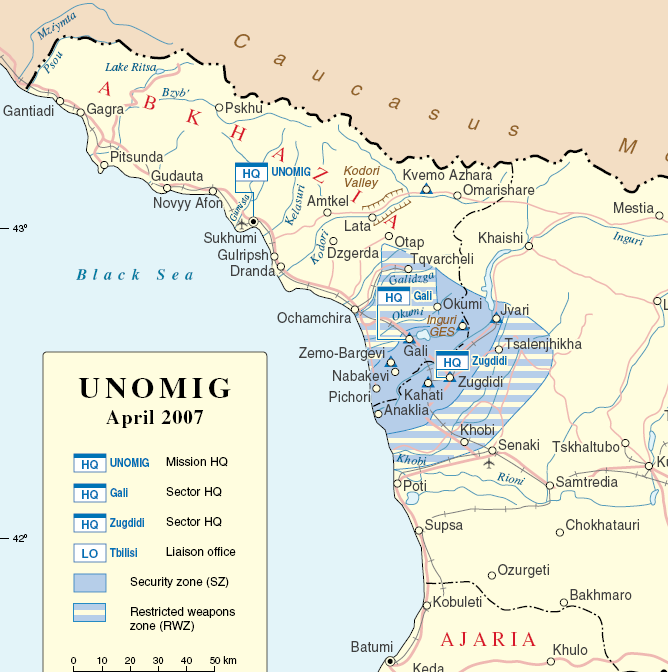
Karta över UNOMIG:s säkerhetszon

Fredsförhandlingar leddes först av Ryssland och sedan av FN. Förhandlingarna flyttades från Genève till New York och slutligen till Moskva. Under 1993 ökade trycket från omvärlden för ett fredsfördrag och i december 1993 skrev georgiska och abchaziska ledare på ett officiellt eldupphör under FN:s beskydd och med Ryssland som förmedlare. Den 4 april 1994 skrevs en deklaration om åtgärder för en politisk lösning på konflikten under i Moskva. I maj 1994 kom man i Moskva överens om att OSS skulle bistå med fredsbevarande styrkor i stället för FN. Rysk trupp förlades således längs den administrativa gränsen mellan Abchazien och resten av Georgien. Även en FN-mission (UNOMIG) finns i regionen.
Under den kaotiska tid som följde på Georgiens nederlag tvingades det stora flertalet av de etniska georgierna fly området. I ett TV-tal den 14 september 1994 uppmanade abchaziska ledare alla etniska georgier att lämna området innan den 27 september (årsdagen av Suchumis fall). Det uppskattas att mellan 10 000 och 30 000 georgier och 3 000 abchazer omkom, samt att 250 000 människor (främst georgier) tvingades i exil. Enligt den georgiska regeringens officiella beräkningar var 264 792 personer tvungna att fly Abchazien till andra delar av landet mellan 1992 och 1998. Av dessa lever omkring 120 000 som flyktingar i Megrelien och Svanetien, och omkring 77 800 i Tbilisi.
Enligt folkräkningen 1989 fanns det cirka 537 000 invånare i Abchazien, varav 44 procent var georgier och 17 procent abchazer, vilket kan jämföras med de 162 400 invånarna, varav 45 procent abchazer, år 2004. Under kriget rapporterades grova kränkningar av de mänskliga rättigheterna från båda sidor. OSSE har vid tre tillfällen, i Budapest 1994, i Lissabon 1996 och i Istanbul 1999, förklarat att georgierna i Abchazien utsatts för etnisk rensning. Sedan krigets slut har våldet mot georgier fortsatt, med 1 500 döda, enligt den georgiska regeringen.
Den 30 november 1994 antog Abchazien en ny konstitution som förklarade republikens självständighet från Georgien. Omvärlden erkände inte detta, och den 15 december tog USA:s utrikesdepartement avstånd från självständighetsförklaringen. Enligt den georgiska konstitutionen från 1995 tillerkändes Abchazien viss autonomi. Republikens ekonomiska situation var mycket ansträngd efter kriget och förvärrades ytterligare av de sanktioner som OSS införde 1994. Efter kriget utvandrade många av flertalet etniciteter, främst till Ryssland. Sedan 1997 har de ryska sanktionerna i praktiken hävts, vilket underlättat den ekonomiska återhämtningen. Georgiska flyktingar har efter kriget börjat återvända till Gali, något som dock bromsades 1998 då nya våldsamheter bröt ut i distriktet. Mellan 40 000 och 60 000 har återvänt sedan 1998. Enligt en rapport till FN:s säkerhetsråd 2004 är människorättssituationen prekär särskilt i Gali.
År 2005 erbjöd den nya georgiska regeringen under Micheil Saakasjvili Abchazien en hög grad av autonomi och öppnade för en möjlig federal lösning inom Georgiens gränser, något som dock avvisades från abchaziskt håll. 
I juli 2006 utbröt stridigheter mellan georgiska säkerhetsstyrkor och abchazisk milis i Kodoridalen i det av Georgien kontrollerade Övre Abchazien.
I samband med upptrappandet av den väpnade konflikten mellan Georgien och Ryssland om Sydossetien i augusti 2008 företog abchazisk milis understödd av stridsflyg och ryska trupper ett angrepp mot de georgiska styrkorna i Kodoridalen och kunde den 12 augusti inta Azjara och Tjchalta. Ryska styrkor fortsatte vidare in i Georgien och tog den 11 augusti kontroll över Zugdidi, förstörde en militärbas i Senaki och ockuperade hamnstaden Poti. Efter kriget kontrolleras hela Abchazien av separatistregeringen. Den 26 augusti erkände Ryssland Abchaziens självständighet.

## Statsskick
Enligt den georgiska konstitutionen från 1995 är Abchazien en autonom republik inom Georgien. Efter kriget, då den autonoma republikens regering drevs ut ur Suchumi, opererade den från Georgiens huvudstad Tbilisi fram till 27 juli 2006, då den i stället förlades till Tjchalta i distriktet Övre Abchazien. Diplomater, som vill besöka Suchumi, var först tvungna att inställa sig i Tjchalta. Den 12 augusti 2008 drevs den georgiska delrepubliksregeringen från Tjchalta. Officiella språk i de jure-republiken, Autonoma republiken Abchazien, är georgiska och abchaziska.
Enligt den konstitution som antogs av den abchaziska regeringen den 30 november 1994 är Abchazien en självständig demokratisk republik med ett representativt, presidentiellt flerpartisystem, enligt vilket presidenten både är statschef och regeringschef. Den verkställande makten innehas av regeringen. Lagstiftande makt innehas av både regeringen och parlamentet. Parlamentet har 35 ledamöter som väljs på fem år i enmansvalkretsar. Presidenten utser distriktsledare från dem som valts till distriktsförsamlingarna. Vidare finns valda byförsamlingar vars ordförande utses av distriktsledarna. Enligt konstitutionen är abchaziska officiellt språk i de facto-republiken, och både abchaziska och ryska erkänns som statsspråk; konstitutionen garanterar rätten för alla etniska grupper i landet att använda sitt modersmål.

## Politik i Republiken Abchazien
I det kontroversiella presidentval som hölls år 2004 i de facto-republiken vann Sergej Bagapsj över Raul Chadzjimba, som understöddes av den avgående presidenten Vladislav Ardzinba och av Ryssland. Högsta domstolen underkände valresultatet, men de båda parterna slöt ett avtal enligt vilket Bagapsj skulle bli president och Chadzjimba vicepresident. Då de ställde upp som gemensamt alternativ i det nyval som hölls den 12 januari 2005 fick de mer än 90 procent av rösterna och Bagapsj blev den 12 februari republikens nye president med mandatperiod på fem år. Även detta val kritiserades då etniska georgier i distriktet Gali inte fick rösta. Bagapsj utsåg den 14 februari 2005 Alyksandr Ankwab till ny premiärminister.
Det senaste parlamentsvalet till de facto-parlamentet hölls den 4 mars 2007. De icke-abchaziska etniska grupperna (armenier, ryssar och georgier) är underrepresenterade i parlamentet, i förhållande till deras andel av republikens befolkning.
Det abchaziska parlamentet har upprepade gånger (åren 2002, 2003 och 2004) appellerat till det ryska parlamentet om att Ryssland skulle låta republiken ingå i det ryska tull- och valutasystemet samt få militära skyddsgarantier, men utan framgång.
Den 29 maj 2011 avled Bagapsj i Moskva, och han efterträddes av Alyksandr Ankwab som gick in som tillförordnad president. Efter ett nyval den 26 augusti valdes Alyksandr Ankwab till ny president. Ankwab var president fram till 1 juni 2014, då han ersattes av Valeri Bganba som tillförordnad president. I nyvalet som hölls den 24 augusti 2014 valdes Raul Chadzjimba till ny president.

## Ekonomi
Republikens ekonomi är svag och starkt beroende av Ryssland. Den ryska rubeln används som huvudsaklig valuta. På senare år har även en nationell valuta, kallad Apsar, uppkommit. Användningen av denna är dock ännu begränsad. Amerikanska dollar kan växlas i banker i Suchumi, Gagra, Gali och Gudauta. Den georgiska valutan, lari, är förbjuden.
Under de senaste åren har, med ryskt understöd, levnadsstandarden för invånarna förbättrats, jämfört med de första åren efter självständigheten, då ekonomiskt kaos rådde på grund av det sovjetiska systemets sammanbrott, kriget med Georgien och massutvandringarna, samt därtill det handelsembargo som republiken ställts under och som endast Ryssland inte upprätthåller. För att övervinna krisen har den abchaziska regeringen försökt uppmuntra utländska investeringar, infört privatiseringar och tagit lån av ryska banker. Enligt en rapport till FN:s utvecklingsprogram, framlagd i april 2004, hade BNP fallit mellan 80 och 90 procent under de senaste femton åren, och arbetslösheten låg på 90 procent.
Turismen är en nyckelnäring. Myndigheterna hävdar att den organiserade turismen har omsatt mer än 100 000 turister (främst från Ryssland) de senaste åren (jämfört med de runt 200 000 år 1990, innan kriget), och uppskattar det totala antalet besökare till mellan 1 och 1,5 miljoner år 2006. Fastän de ekonomiska sanktioner mot Abchazien som OSS införde 1994 fortfarande formellt är i kraft och trots att Ryssland har en viseringspolitik gentemot Georgien krävs inget visum för ryska turister för att komma in i Abchazien. Turismen påverkar främst tjänstesektorn i kuststäderna, samt området runt Ritsasjön.
Utöver turismen är jordbruk och livsmedelsproduktion de viktigaste näringarna. Bland jordbruksprodukter märks te, tobak, vin, frukt (särskilt tangeriner och andra citrusfrukter, samt fikon och granatäpple), vete, majs, honung, silke och olja från tungträd (kinesisk träolja). Traditionellt hålls även hästar och boskap. Bristen på jordbruksmark begränsar dock jordbrukssektorn. Bland industrinäringar märks kött- och träindustri; på höglandet är timmer den viktigaste produkten. Kolgruvor finns i Tqvartjeli.
Ett stenbrott för brytning av gabbro nära byn Aigba på floden Psou beräknas tas i drift i september 2007. Även cementfabriker och stenbrott för brytning av klappersten nära byn Skurtja (Otjamtjireregionen) vid floden Bzipi kommer att tas i drift under 2007.[uppföljning saknas] Dessa planeras producera byggmaterial till OS-projekt i ryska Sotji, som arrangerar de olympiska vinterspelen 2014.[uppföljning saknas] Detta har väckt missnöje hos georgiska politiker, som anser att Ryssland genom att investera i regionen har kränkt Georgiens territoriella integritet, och hotar därför bojkotta OS i Sotji.

## Demografi

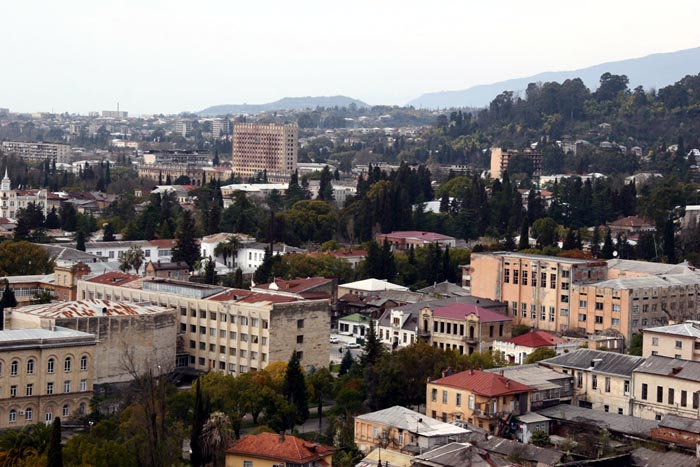
Suchumi, Abchaziens huvudstad.

Den senaste officiella folkräkningen genomfördes 1989, och i samband med kriget på 1990-talet skedde stora demografiska förändringar i och med massutvandringen av georgier, varför aktuella demografiska uppgifter är osäkra. Enligt folkräkningen 1989 hade Abchazien 525 061 invånare, varav 44 procent var georgier och 17 procent abchazer. Separatistregeringen genomförde en ny folkräkning år 2003, men denna har ogiltigförklarats av den georgiska regeringen såväl som av internationella organisationer. 
Georgiska myndigheter uppskattar Abchaziens befolkning till omkring 178 000 år 2005. Enligt den icke erkända folkräkningen år 2003 finns 215 972 invånare, men denna siffra har av utomstående ansetts vara orealistiskt hög. Internationella krisgruppen (ICG) uppskattade år 2006 Abchaziens befolkning att ligga på mellan 157 000 och 190 000 invånare.
Folktätheten är runt 29 invånare per km². Befolkningen är koncentrerad till kusten, bergsutlöparna och dalgångarna, där alla städer och en stor del av landsortbefolkningen lever. På Sovjettiden bodde 93 procent av invånarna i dessa områden, men nyare data saknas. Suchumi är den viktigaste staden med drygt en fjärdedel av regionens totala invånarantal. Under kriget 1992-1993 skedde en viss avurbanisering i samband med att georgier flydde Abchazien. Efter kriget har det dock skett en inflyttning av landsortsbefolkning till städerna. 
De viktigaste folkgrupperna är abchazer, georgier (inklusive megreler och svaner), armenier och ryssar. Bland mindre grupper märks greker (pontier), ukrainare, judar, vitryssar, ester, bulgarer och tyskar. Enligt folkräkningen 1989 var 45,7 procent georgier och 17,8 procent abchazer, vilket kan jämföras med en uppskattning på 45 procent abchazer av cirka 162 400 invånare år 2005. Större språk är abchaziska, georgiska, ryska och armeniska. 

### Religion

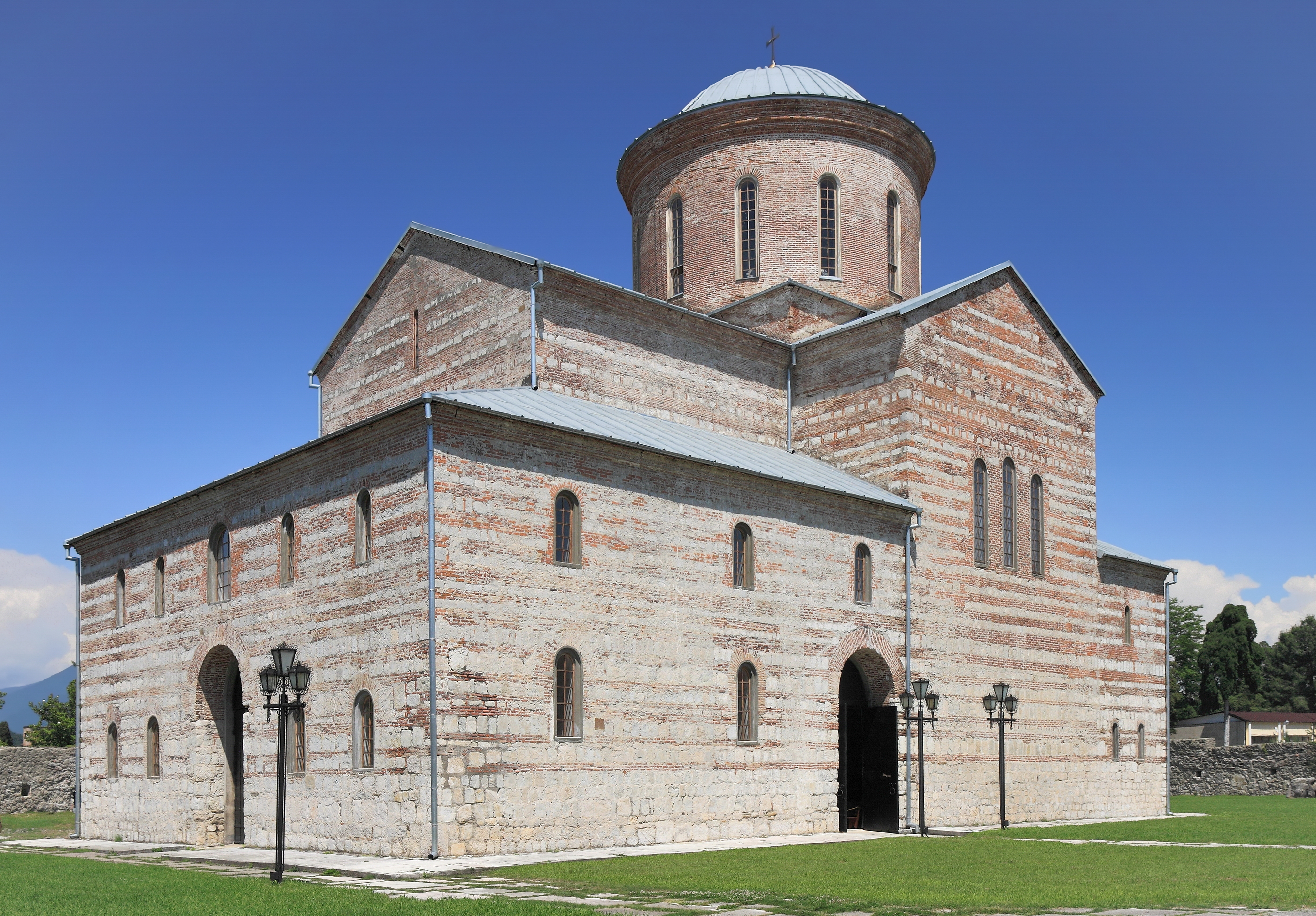
Katedralen i Bitjvinta

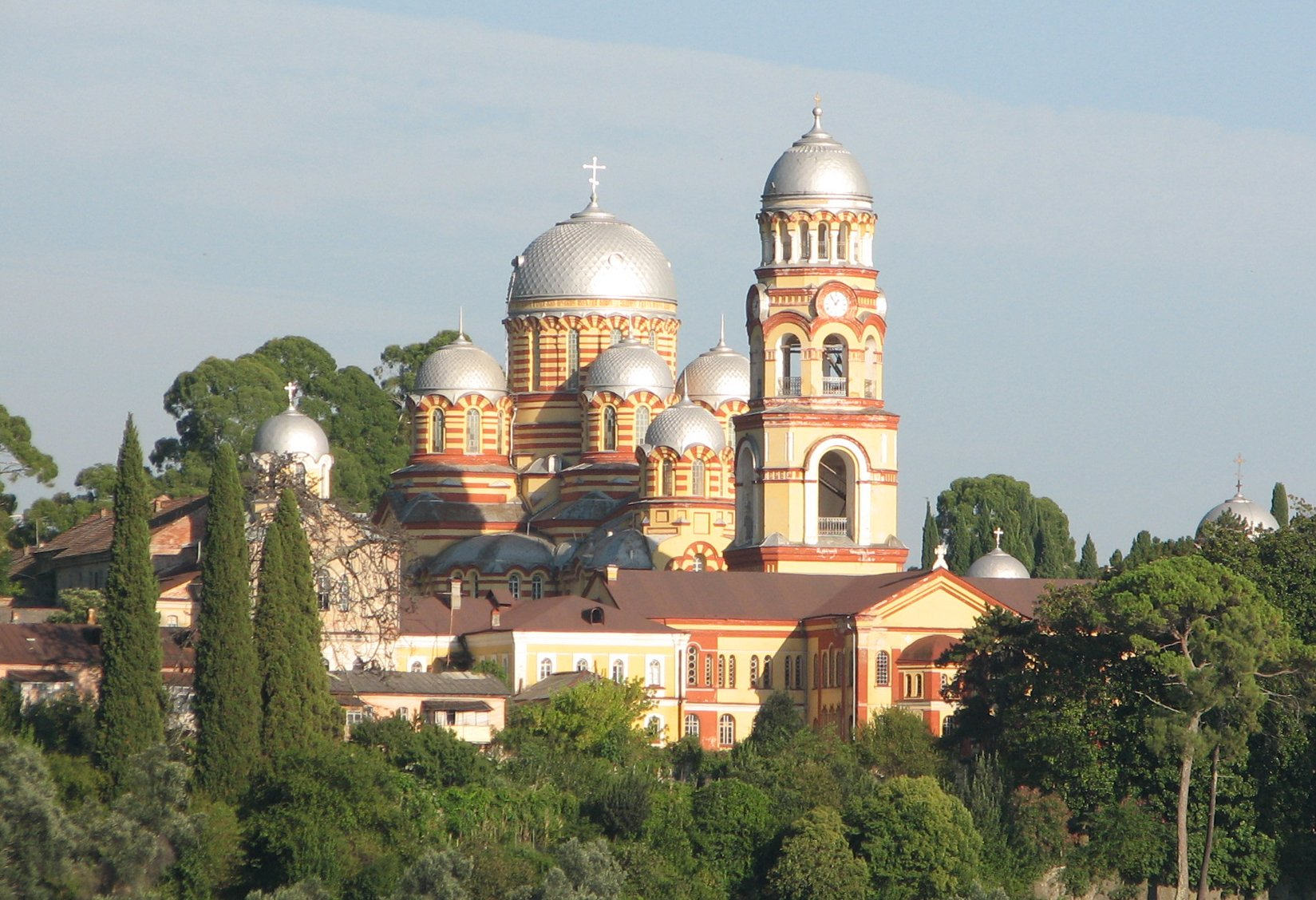
Klostret i Afon Tjyts

Befolkningen, oberoende av etnicitet, är främst ortodoxt kristna (cirka 75 procent) samt sunnimuslimer (cirka 10 procent). Merparten av dem som förklarat sig kristna eller muslimer deltar inte regelbundet i gudstjänst. Det finns även mindre grupper judar, Jehovas vittnen och nyreligiösa. De flesta etniska armenierna tillhör armeniska apostoliska kyrkan. Jehovas vittnen har officiellt varit förbjudna sedan 1995, men förbudet följs inte upp. 
Enligt Abchaziens konstitution är anhängare av alla religiösa tillhörigheter (såväl som ateister) lika inför lagen.
Den exakta tidpunkten för Abchaziens kristnande är inte känd. Enligt den georgiska ortodoxa kyrkan ska aposteln Simon ha begravits nära Suchumi. Metropoliten av Pitius (Bitjvinta) deltog i kyrkomötet i Nicaea år 325, men Abchazien kristnades inte i sin helhet förrän på 500-talet, av kejsar Justinianus I. Sedan slutet av 800-talet har de ortodoxa dieceserna i Abchazien varit underordnade den georgiska ortodoxa kyrkan, senare som katholikatet Abchazien. Islam spreds då området stod under Osmanska riket från 1500- till 1700-talet. Den ryska erövringen tvingade flertalet muslimska abchazer att utvandra till Osmanska riket på 1870-talet. 
Den ortodoxa kyrkan i Abchazien är officiellt en del av eparkin Tschum-Apchazeti, under den nuvarande ärkebiskopen Daniel, inom den georgiska ortodoxa kyrkan, under katholikos-patriarken Ilia II av Georgien. Efter konflikten mellan Abchazien och Georgien förlorade den autokefala kyrkan i Georgien kontroll och jurisdiktion över området. Alla autokefala ortodoxa kyrkor, inklusive den rysk-ortodoxa kyrkan och patriarkatet i Konstantinopel, erkänner Abchazien som tillhörigt den georgiska ortodoxa kyrkan. Den georgiska kyrkan är dock oförmögen att operera där och större delen av dess prästerskap har fått lämna området.
Efter kriget i Abchazien tog den ende kvarvarande georgiske prästen, abchazen Vissarion (Apliaa), över ledarskapet över det lokala ortodoxa samfundet. Under de påföljande åren anlände präster från den angränsande eparkin Majkop och kom i konflikt med Vissarion. Genom medling från ryska kyrkomän slöt parterna ett avtal i Majkop år 2005, och organiserade sig i eparkatet Abchazien, med oklar kanonisk status. Detta förmådde dock inte lösa konflikten, och den 15 september 2009 beslutade eparkatet att utropa den abchazisk-ortodoxa kyrkan.
Den georgiska kyrkan har uttryckt klagomål över att den ryska kyrkans lägger sig i georgiska kyrkans affärer i Abchazien då den utbildar och skickar Moskva-trogna präster till området. Den ryska ortodoxa kyrkan har publicerat översättningar av evangelierna på abchaziska, vilket drog till sig protester från den georgiska ortodoxa kyrkan, som anklagade det för att vara ett brott mot ortodox kanonisk rätt, genom inblandning i en annan kyrkas affärer och annektering av den georgiska kyrkans egendomar i Abchazien. Rysk-ortodoxa kyrkan hävdar att prästerna från Majkop endast är tillfälligt i Abchazien då det lokala ortodoxa samfundet inte har någon kontakt med den georgiska ortodoxa kyrkan.

### Historik
En radikal förändring av områdets etniska sammansättning skedde under rysk-turkiska kriget 1877-1878 då en stor del av de muslimska abchazerna, tillsammans med andra folk i norra Kaukasien, utvandrade till Osmanska riket, till följd av den ryska segern över osmanerna. Abchaziens befolkning reducerades till hälften år 1877. På detta följde invandring av andra folk, såsom ryssar, greker och armenier.
Enligt släktlängderna sammanställda 1886 (publicerade 1893 i Tbilisi) hade distriktet Suchumi 68 773 invånare, varav 30 640 kallades samurzaq'ano (numera identifierade som megreler, eller även delvis abchazier, bosatta i det nuvarande distriktet Gali), 28 323 var abchazer, 3 558 megreler, 2 149 greker, 1 090 armenier, 1 090 ryssar och 608 georgier (inklusive imereter och gurier).
Enligt den ryska folkräkningen 1897 fanns det 58 697 invånare i Abchazien vars modersmål var abchaziska. Befolkningen i distriktet Suchumi uppgick vid den tiden till runt 100 000 invånare. Mindre grupper var greker (3,5 procent), ryssar (2 procent) och armenier (1,5 procent).
Enligt den ryska provisoriska regeringens landsbygdsfolkräkning 1917 var 54 760 (41,7 procent) georgier och 39 915 (30,4 procent) abchazer av Abchaziens landsbygdsbefolkning (området runt Gagra inkluderades inte).
De största folkgrupperna i Abchazien enligt senare folkräkningar (de ryska, armeniska och georgiska befolkningarna växte snabbare än den abchaziska till följd av invandring): 
| År                            | Totalt  | Georgier | Abchazer | Ryssar | Armenier | Greker |
| ----------------------------- | ------- | -------- | -------- | ------ | -------- | ------ |
| Sovjetiska folkräkningen 1926 | 186 004 | 67 494   | 55 918   | 12 553 | 25 677   | 14 045 |
| Sovjetiska folkräkningen 1939 | 311 885 | 91 967   | 56 197   | 60 201 | 49 705   | 34 621 |
| Sovjetiska folkräkningen 1959 | 404 738 | 158 221  | 61 193   | 86 715 | 64 425   | 9 101  |
| Sovjetiska folkräkningen 1970 | 486 959 | 199 596  | 77 276   | 92 889 | 74 850   | 13 114 |
| Sovjetiska folkräkningen 1979 | 486 082 | 213 322  | 83 087   | 79 730 | 73 350   | 13 642 |
| Sovjetiska folkräkningen 1989 | 525 061 | 239 872  | 93 267   | 74 913 | 76 541   | 14 664 |
| Abchaziska folkräkningen 2003 | 215 972 | 45 953   | 94 606   | 23 420 | 44 870   | 1 486  |

## Infrastruktur
Abchazien är förbundet med Ryssland via landsväg och järnväg, och Suchumi har därtill en viktig flygplats. Den elektrifierade järnvägen Tbilisi–Sotji går längs med kusten, med en förgrening till Tqvartjeli i inlandet. Den 10 september 2004 återupptogs byggandet av en järnvägsförbindelse mellan Suchumi och Moskva. Den viktigaste vägen till Ryssland går åt nordväst över gränsfloden Psou och till den ryska staden Sotji. Vägar löper även parallellt med kusten och in i landet. Genom Stora Kaukasus löper flera bergspass, däribland Kluchorskij-passet på 2781 meter och Maruchskij-passet på 2739 meter. Vägarna från Abchazien till Georgien är minerade och oframkomliga. Den enda lagliga överfarten är en 870 meter lång bro över floden Enguri.
Elektricitet framställs i flera vattenkraftverk. Den enskilt viktigaste energikällan är vattenkraftverket på gränsfloden Enguri, vilket drivs gemensamt av Abchazien och Georgien. Abchaziens vattenflöden beräknas ha en sammanlagd potentiell vattenkraft på mer än 3,5 miljoner kilowatt.
Majoriteten av massmedia är under statlig påverkan. Staten äger de främsta TV- och radiostationerna. Även om privata kanaler är tillåtna, får de inte sända program av politisk karaktär. Över större delen av Abchazien kan man ta emot radio- och TV-signaler från Ryssland och Georgien. Tidningar utsätts också för restriktioner, och begränsas till dagstidningarna Respublika Abchazija och Apsny, och veckotidningarna Echo Abichazii and Nuzjnaja Gazeta.
Abchazien ger ut egna frimärken.

## Administrativ indelning

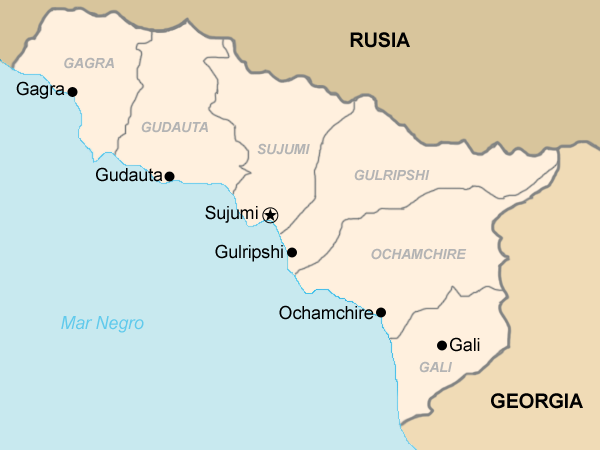
Spanskspråkig karta över Abchaziens administrativa indelning enligt den sovjetiska gränsdragningen.

Den autonoma georgiska delrepubliken har de jure samma 6 rajoner (distrikt) som Abchaziska ASSR, med namn efter de administrativa huvudorterna:
- Gagra (Gagra)
- Gali (Gali)
- Gudauta (Gudauta)
- Gulripsji (Gulripsji)
- Otjamtjire (Otjamtjire)
- Suchumi (Suchumi)

Den del av har Abchazien som då stod under georgisk kontroll, den övre delen av Kodoridalen (delar av nordöstra Gulripsji och norra Otjamtjire), döptes officiellt om till Övre Abchazien den 27 september 2006 med Tjchalta som administrativ huvudort.
Den administrativa indelningen i den abchaziska republiken baseras på den sovjetiska, men med den ändringen att ett nytt distrikt, Tqvartjeli (huvudort: Tqvartjeli), bröts ut ifrån Otjamtjiradistriktet 1995.